# Cassi Thomson
Cassi Thomson (Queensland, 14 de agosto de 1993) é uma atriz e cantora australiana.